# Ipsilon Networks
Ipsilon Networks — компанія, що спеціалізувалася на комп'ютерних мережах і комутації IP.
Компанія Ipsilon Networks була першопрохідцем у розвитку комутації IP (Internet Protocol switching), технології, яка здійснює високошвидкісну маршрутизацію IP поверх мереж ATM. Це був виклик компанії-гігантові Cisco, лідеру на ринку маршрутизаторів. Цим кроком компанія Ipsilon Networks зіграла важливу роль у введенні комутації по мітках (Label switching). Комутація по мітках, введена тоді компанією Cisco Systems як тег перемикання, була технологією, яка в кінцевому підсумку була стандартизована IETF як MPLS. MPLS таким чином став убивцею Ipsilon Networks. Компанія не вдалося досягти частки ринку, на яку вони сподівалися і в кінцевому підсумку вона була придбана компанією Nokia за 120 мільйонів доларів в 1997 році.
Компанією був розроблений протокол IFMP, що дозволяє вузлу інструктувати суміжний вузол, щоб той приєднав мітку 2-го рівня (моделі OSI) до зазначеного IP-потоку . Також компанія розробила протокол GSMP для контролю за комутатором ATM.
| Компанії | Це незавершена стаття про підприємство. Ви можете допомогти проєкту, виправивши або дописавши її. |